# Taean
Der Landkreis Taean (kor.: 태안군, Taean-gun) befindet sich in der Provinz Chungcheongnam-do in Südkorea. Der Verwaltungssitz befindet sich in der Stadt Taean-eup. Der Landkreis hatte eine Fläche von 505 km² und eine Bevölkerung von 64.115 Einwohnern im Jahr 2019.
Die koreanische Regierung hat 1978 den Taeanhaean-Nationalpark eingerichtet. Er besteht aus 326,57 km² Land. Knapp 250 Arten gedeihen dort.

Lage des Landkreises in Chungcheongnam-do